# Hypsauchenia ananthakrishnani
Hypsauchenia ananthakrishnani är en insektsart som beskrevs av Ananthasubramanian 1996. Hypsauchenia ananthakrishnani ingår i släktet Hypsauchenia och familjen hornstritar. Inga underarter finns listade i Catalogue of Life.